# Newsteadia americana
Newsteadia americana är en insektsart som beskrevs av Morrison 1925. Newsteadia americana ingår i släktet Newsteadia och familjen vaxsköldlöss. Inga underarter finns listade i Catalogue of Life.